# Østens Gamle Kirke
| Østens Gamle Kirke | Østens Gamle Kirke                |
| ------------------ | --------------------------------- |
| Patriak            | Mar Addai II                      |
| Hovedkvarter       | Bagdad, Irak                      |
| Udbredelse         | Spredt i hele verden              |
| Sprog              | Assyrisk, aramæisk                |
| Popularitet        | 450.000 aktive medlemmer i verden |

Østens Gamle Kirke (assyrisk: ܥܕܬܐ ܥܬܝܩܬܐ ܕܡܕܢܚܐ) tilhører den gruppe af kirker, som kaldes de orientalske kirker, og som igen tilhører den ortodokse kirkefamilie. Medlemmerne af kirken kommer fra det mellemøstlige område: Irak, Iran, Syrien, Libanon og Tyrkiet. Dagligsproget er assyrisk, men gudstjenestesproget er aramæisk, det sprog, som blev talt i Palæstina på Jesu tid. I Danmark blev menigheden grundlagt i 1996 og har i dag ca. 250 medlemmer.

## Patriaker
- Globalt og Bagdad, Irak – Mar Addai II
- Kirkuk, Irak – Mar Narsai Toma
- Dohuk Irak – Mar Aprem
- Europa – Mar Zaia Khoshaba
- USA og Canada (Chicago, Illinois) – Mar Emmanuel Eilya
- Californien – Mar Daniel Yako
- Australien og New Zealand – Mar Yacoub Daniel, Mar Mari

## Nineveh faste
I Østens Gamle Kirke faster man op til alle de store højtider. Den mest betydningsfulde fasteperiode ligger i februar og kaldes Nineveh faste. Ninive var hovedstad i det gamle assyriske rige, og byen lå i det nuværende Irak. Under Ninevehs faste mindes man, hvordan profeten Jonas kom til Ninive og forkyndte Guds vrede over indbyggernes uretfærdige handlinger. Da Ninives beboere hørte, at Gud ville ødelægge byen, klædte de sig i sæk og aske, og kongen udråbte faste for alle, og byen blev skånet.
Tyve dage efter Ninevehs faste er det fastelavn ifølge den kalender, som man bruger i Østens Gamle Kirke. Fastelavnen fejres på næsten samme måde som i almindelighed i Danmark ved, at børnene går fra hus til hus og synger og får småpenge. Men for assyriske kristne er fastelavn stadig indledningen til den 50 dages lange fasteperiode som forberedelse til påsken, en periode, hvor menigheden igen afholder sig fra kød og mælkeprodukter og koncentrerer sig om livet med Gud.

## Ekstern henvisning
- Ancient Church of the East Arkiveret 23. juli 2009 hos  Wayback Machine (svensk) (engelsk)

- Ancient Church of the East Arkiveret 27. april 2013 hos  Wayback Machine (dansk) (engelsk)

|  | Infoboks uden skabelon Denne artikel har en infoboks dannet af en tabel eller tilsvarende. |